# Chaerophyllum sessiliflorum
Chaerophyllum sessiliflorum är en flockblommig växtart som först beskrevs av Joseph Dalton Hooker, och fick sitt nu gällande namn av K.F. Chung. Chaerophyllum sessiliflorum ingår i släktet rotkörvlar, och familjen flockblommiga växter. Inga underarter finns listade i Catalogue of Life.